# Aptenohyus
Aptenohyus — вимерлий рід свиновидих.